# Dvorac Andurain
Dvorac Andurain (baskijski: Andurain jauregia, francuski : Château de Maÿtie) je dvorac koji se nalazi na 1 rue du Jeu-de-Paume, Mauléon-Licharre, Zuberoa u departmanu Atlantski Pireneji u jugozapadnoj Francuskoj. To je renesansna građevina od kraja 16. stoljeća te je od 1925. klasificiran kao povijesni spomenik.

## Arhitektura
Dvorac je pravokutnog oblika, okružen na svakom uglu s četvrtastom kulom. Arhitektura u renesansnom stilu, s posebno upečatljivim otmjenim pročeljem: prozori poduprti uspravnim gredama i zabati, lukovi smanjenih linija, maske, uklesan balkon. Fasada kao nosač masivnog krova.
Unutrašnjost karakterizira elegantno stubište ažurnih lukova, služeći sve etaže. Veliki dnevni boravak (Salon) u prizemlju, soba biskupa, na 1. katu, uključuju barokne urezane kamine, ugrađeni medaljon koji nosi grb biskupa i portret Armanda de Maytiea.

## Povijest
Dvorac je prvobitno izgradio Arnaud de Maytie koji je bio katolički biskup Olorona između 1599. – 1623.
Godine 1661., revolt predvođen svećenikom Matalasom doveo je do uništenja jedne od četiri kule dvorca, koja nikada nije obnovljena. Dvorac, nikad prodan, ostao je u vlasništvu iste obitelji od njegove izgradnje, sadašnji vlasnici su Azémar Fabrègues te je dvorac otvoren za posjetitelje od srpnja do rujna.
Unutrašnjost karakterizira stubište od elegantnih ažur lukova, noseći sve etaže. Veliki dnevni boravak u prizemlju, a soba biskupa, na 1. katu, uključuju barokna urezana kamina, ugradnja medaljon ležaj grb biskupa i portret Armand de Maytie.